# Huis van het boek
Huis van het boek (voorheen Museum Meermanno en ook Meermanno-Westreenianum) is het oudste boekenmuseum ter wereld. Het is gevestigd in het voormalige woonhuis van de stichter van het museum Willem Hendrik Jacob baron van Westreenen van Tiellandt (1783-1848) aan de Prinsessegracht in Den Haag en richt zich op het geschreven en gedrukte boek in al zijn vormen, in heden en verleden. De ontwikkeling van de vormgeving van zowel oude als moderne boeken staat daarbij centraal.

## Geschiedenis

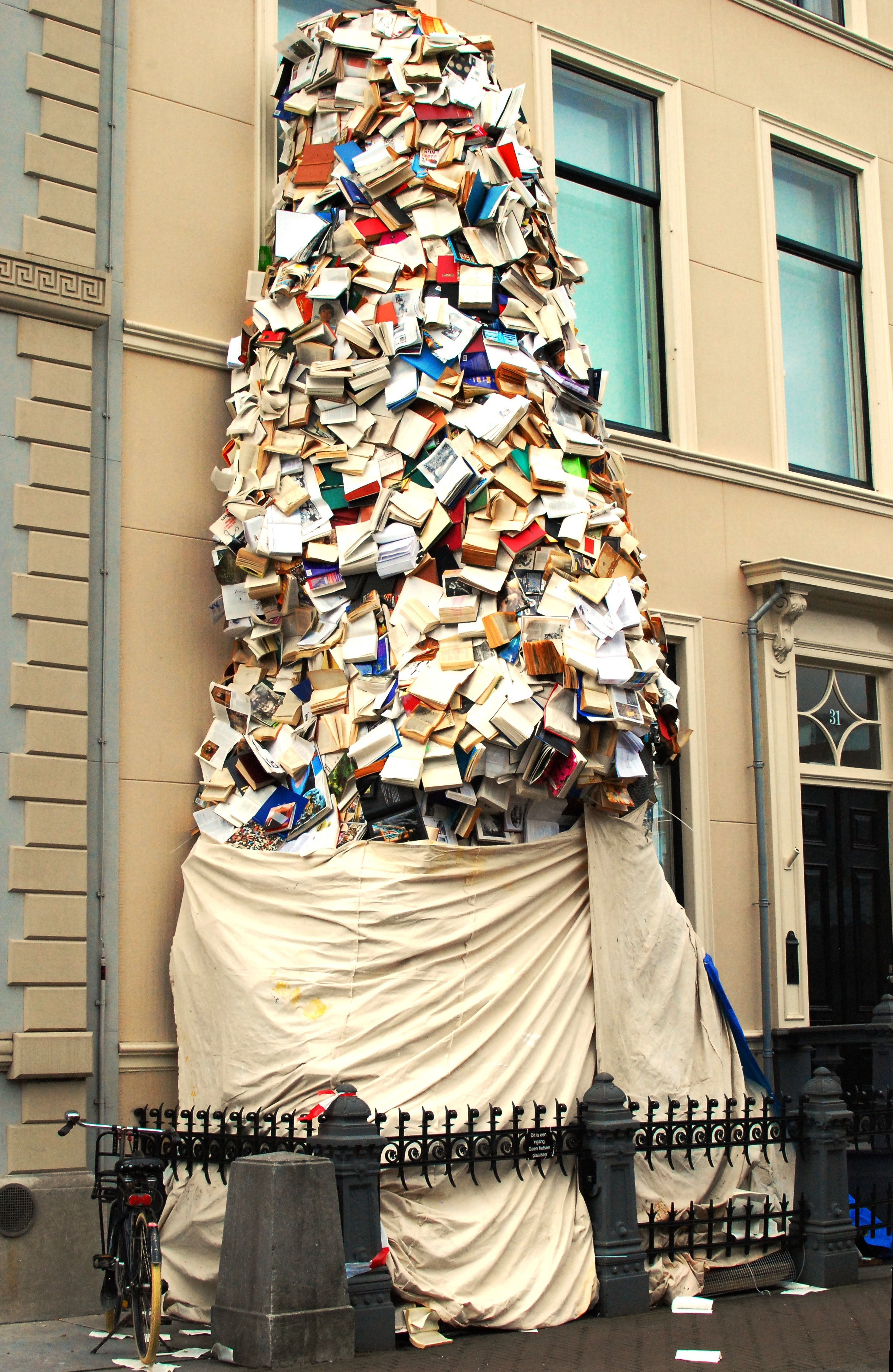
Boekensculptuur door Alicia Martín bij Meermanno (augustus 2012)

De naam Huis van het boek is in 2020 ingevoerd. Het museum ontleende zijn vroegere naam Meermanno aan Johan Meerman (1751-1815), die een boekenverzameling had opgebouwd waarvoor zijn vader, de pensionaris van Rotterdam Gerard Meerman (1722-1771) al de basis had gelegd. Tot laat in de 20e eeuw verwees de tweede naam van het museum Westreenianum naar zijn achterneef W.H.J. baron van Westreenen van Tiellandt (1783-1848). Deze laatste, een typische 19e-eeuwse verzamelaar, bouwde een eigen collectie op waaraan hij een deel van de collectie-Meerman toevoegde. De collectie omvat rijk verluchte middeleeuwse handschriften en incunabelen.
Van Westreenen liet zijn collectie na aan de Staat der Nederlanden. In 1852 werd zijn huis aan de Prinsessegracht 30 als museum ingericht. Als hommage werden de namen van Meerman en Van Westreenen in gelatiniseerde vorm aan het museum verbonden, waarna het bekendstond onder de naam Museum Meermanno-Westreenianum. Dit opschrift staat onder de daklijst over de gehele breedte van de gevel, maar in eerste twee decennia van de 21e eeuw werd kortheidshalve de naam Museum Meermanno gebruikt. 
De verzameling is sinds 1852 aanzienlijk uitgebreid, met onder meer omvangrijke legaten van mr. J.F. van Royen en jhr. M.R. Radermacher Schorer. De collectie omvat 20.000 boeken en 350 handschriften. In 1998 bestond het museum 150 jaar. Ter gelegenheid daarvan verscheen de geschiedschrijving van het museum, verzorgd door de voormalige bibliothecaresse Wil Laseur (1926-2010).

## Popularisering
Na de aankondiging van de cultuurplannen van Halbe Zijlstra, staatssecretaris in het kabinet-Rutte I, waarin de positie van het museum ter discussie werd gesteld, is er veel veranderd om meer bezoekers te trekken. Er worden jaarlijks vier tentoonstellingen gehouden en op het gebied van educatie worden vele activiteiten ontplooid. Ook werd in november 2011 een gedeeltelijke benefietboekenveiling georganiseerd ter ere van het 25-jarig bestaan van Bubb Kuyper Veilingen; de opbrengst van de speciaal voor Meermanno ingebrachte boeken ging naar het museum.
In het advies over de rijkssubsidies aan culturele instellingen dat de Raad voor Cultuur in mei 2012 uitbracht, werd een nauwere samenwerking (mogelijk zelfs fusie) aanbevolen tussen het zich in bibliofilie specialiserende Meermanno en het op de Nederlandse literatuur gerichte Nederlands Letterkundig Museum, sinds 2016 Literatuurmuseum, ook in Den Haag.

## Collectie
In het museum berust een verzameling boeken uit alle perioden van de westerse boekgeschiedenis, onder meer middeleeuwse handschriften. De ontwikkeling van het schrift, de opmaak, en de versiering van handschriften is in vogelvlucht te volgen. Behalve de handschriften bezit het museum een omvangrijke collectie incunabelen, vroege drukken van vóór 1501.
Buiten kostbare oude boeken verzamelt het museum boeken uit de periode van 1850 tot heden, met als uitgangspunt de vorm en de vormgeving van het boek. Wisselende exposities tonen, naast de permanente tentoonstelling Van lood tot led, de ontwikkeling van het moderne boek, vaak begeleid door een boekuitgave met de wetenschappelijke verantwoording. Ook is er een vaste presentatie van bijzondere boekvormen. Het museum verzamelt actief moderne bibliofiele uitgaven en het bezit de grootste ex-libriscollectie van Nederland. Het huisvest ook een drukkerij, waarin met losse loden letters gezet kan worden - een techniek die tot circa 1970 gemeengoed was.
Ook de rariteitenverzameling van Meerman en Van Westreenen wordt in het museum bewaard. Een kamer in het museum is ingericht met belangrijke Egyptische, Griekse en Romeinse oudheden, waaronder munten en paneelschilderingen.

## Miniatuurboeken

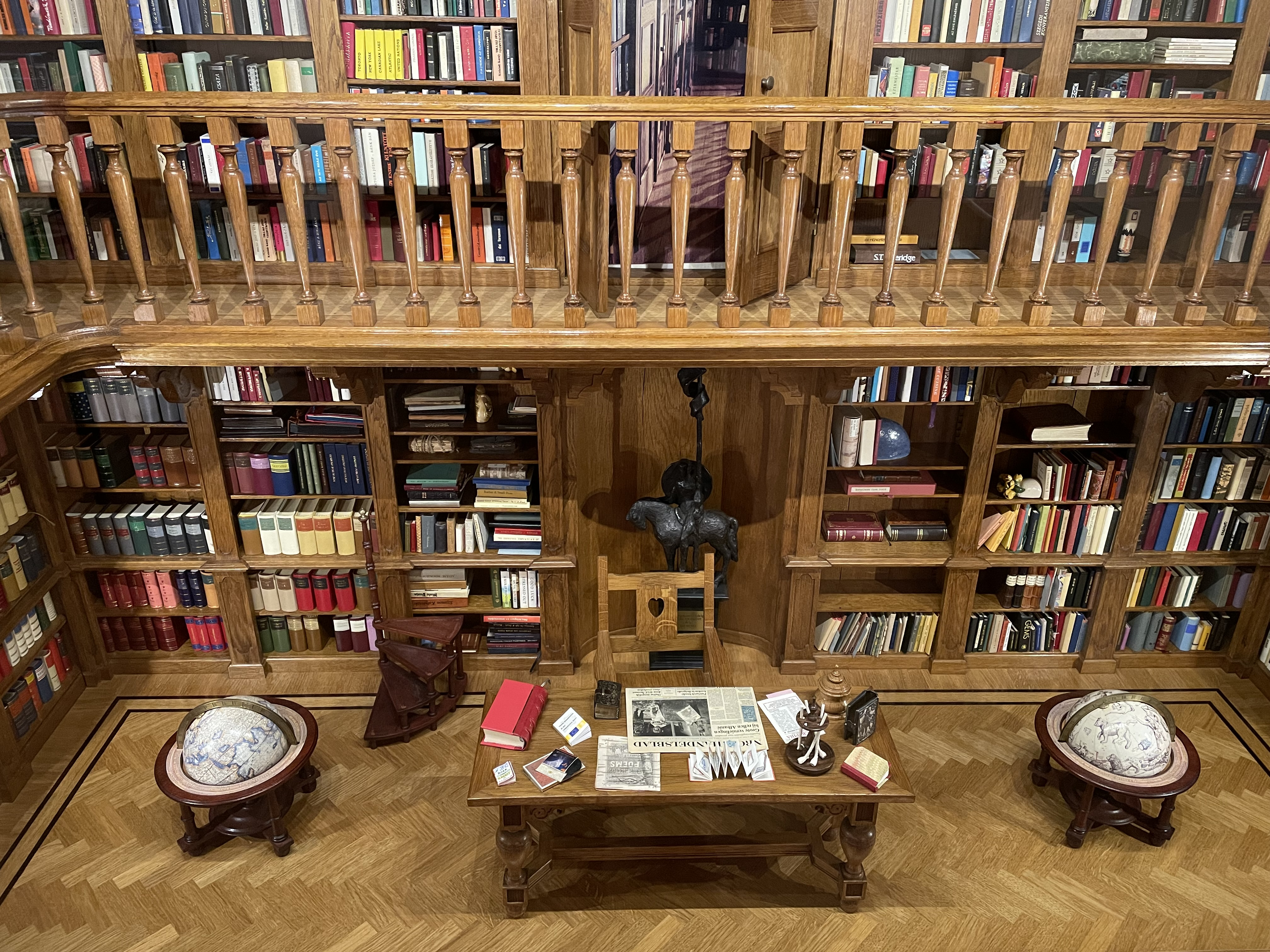
De 'Bibliotheca Thurkowiana Minor'

In het museum bevindt zich Nederlands' grootste collectie van miniatuurboeken; dit zijn boeken van maximaal 76,2 
millimeter hoog. De collectie omvat 1515 miniatuurboeken in een miniatuurbibliotheek naar het voorbeeld van de beroemde 17e- en 18e-eeuwse poppenhuizen, van 2 etages, met 20 boekenkasten met elk 6 planken. De collectie is het levenswerk van Guus en Luce Thurkow uit 
's-Hertogenbosch, die van 1984 tot 2003 een antiquariaat en uitgeverij van miniatuurboeken hadden, 'The Catharijne Press'. De naam van de bibliotheek is "Bibliotheca Thurkowiana Minor", genoemd naar de Thurkows. Na de dood van Guus Thurkow in 2011 kreeg het museum de beschikking over de complete bibliotheek. Deze is ingericht met een aard- en een hemelglobe, een werktafel en stoel voor de bibliothecaris, een boekentrap en een standbeeld van Don Quichot, de beschermheer van de bibliotheek. De collectie is klassiek ingedeeld in rubrieken als codices, filosofie, theologie, Historia Naturalis, Musica en een enkele modernere categorie zoals fotografie. Er is ook een geheime boekenkast met de naam 'L'enfer' (Frans voor 'de hel), waar de rubriek Erotica staat. Zowel de inhoud als de verschijningsvorm van de boekjes is zeer divers: van Prediker tot Erik of het klein insectenboek en van buidelboek tot leporello's (in zigzag gevouwen harmonicaboeken). Het oudste object in de verzameling is een kleitablet uit 1803 vóór Christus. 59 van de boekjes zijn unica: werken gedrukt in een oplage van slechts 1 exemplaar en handschriften. Vele hiervan zijn speciaal voor deze bibliotheek gemaakt, waaronder een xylotheek (verzameling houtmonsters).

## Gebouw en tuin

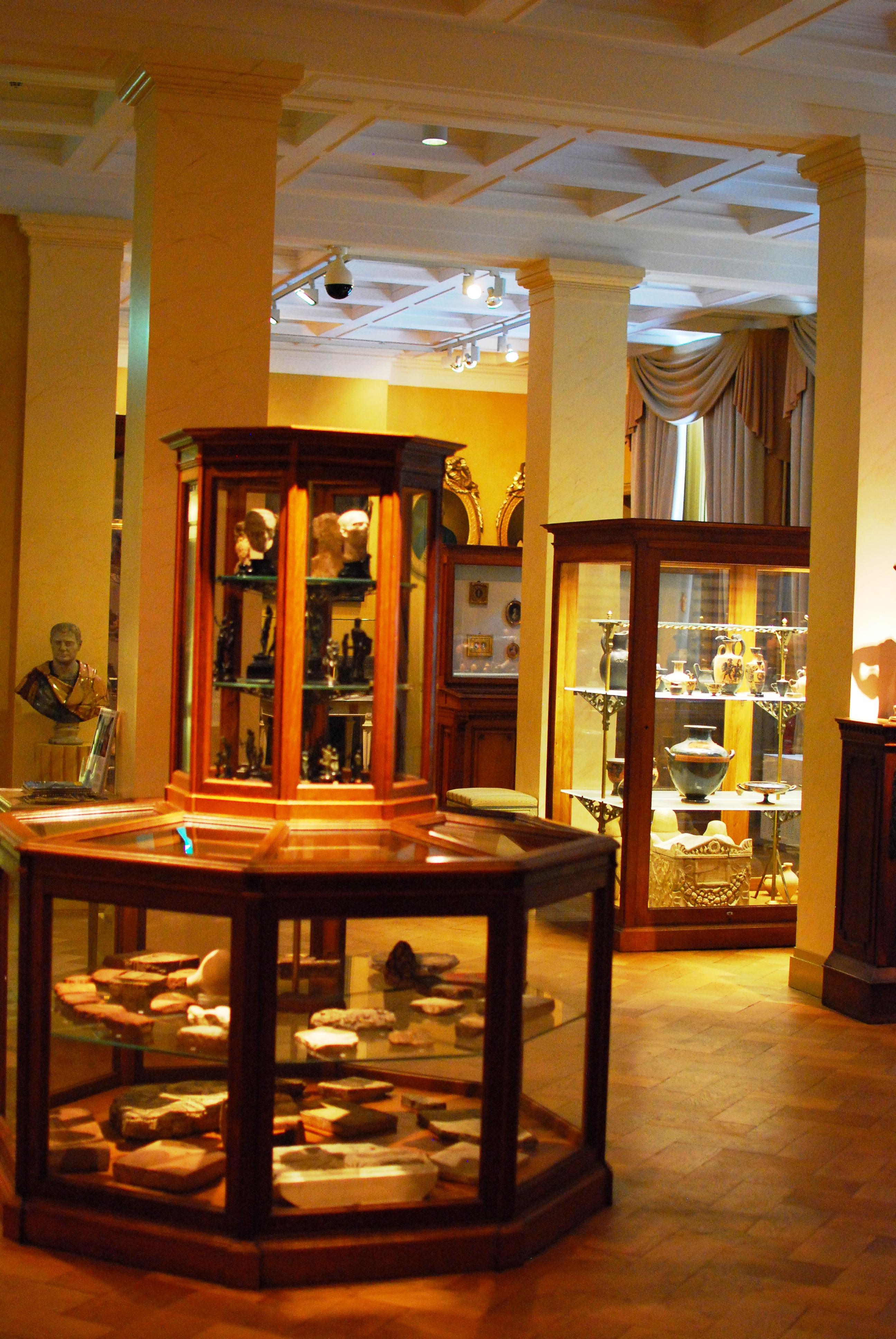
Tentoonstellingsruimte

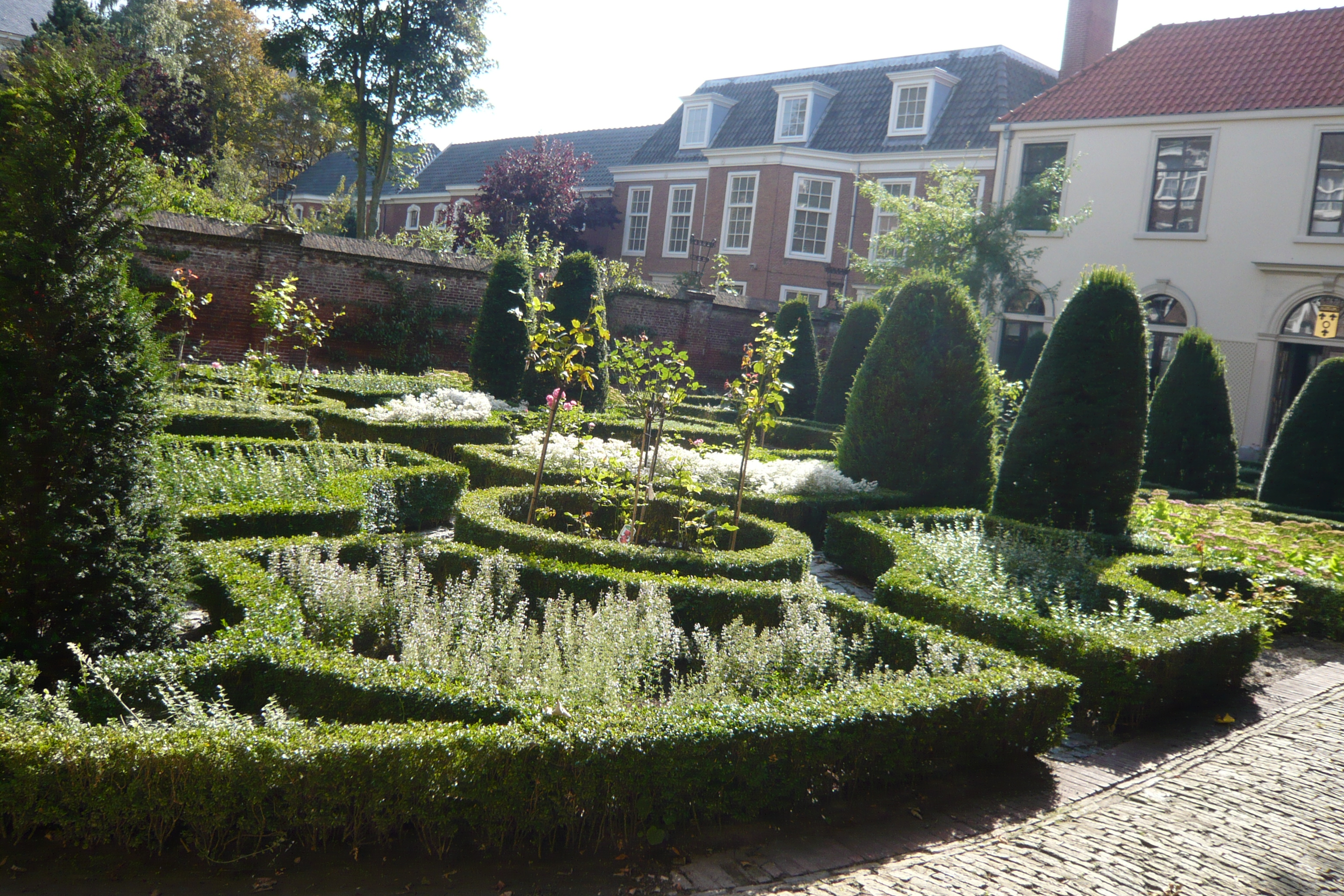
De tuin in 18e-eeuwse stijl

Het museumgebouw aan de Prinsessegracht, met uitzicht op het Malieveld, is een herenhuis uit 1710. Na de dood van Van Westreenen werd de gevel en het interieur verbouwd; de gevel is neoclassicistisch. De verbouwing tot museum (1850-1851) stond onder leiding van de architect Craner. Centraal aan de voorkant op de eerste verdieping ligt de Boekzaal, een vrijwel onaangetast voorbeeld van 19e-eeuwse museuminrichting.
De langwerpige tuin, die wordt afgesloten door het koetshuis (het vroegere stalgebouw), is ontworpen in 1974, maar geeft enige associaties met de 18e-eeuwse Franse tuin. Bijzonder zijn de grafjes van de honden van Van Westreenen.
Op korte afstand van het latere museum, aan de Prinsessegracht bij de Bosbrug, stond "Het Huis aan den Boschkant", waar vanaf 1767 het gezin Meerman woonde.

## Custodes / directie
De volgende personen waren custos ('opzichter', meervoud: custodes) van het Museum Meermanno en woonden in die functie in het museumgebouw zelf. Na 1960 werden deze functie en de inwoning afgeschaft nadat de collectie van het Museum van het Boek huisvesting kreeg in Meermanno. Toezicht werd toen gehouden door de conciërge, die in het koetshuis ging wonen.
| 1849 - 1857 | Janus Zuijderveldt (1815-1863)              |
| 1857 - 1868 | Marijn Campbell (1819-1890)                 |
| 1869 - 1870 | Johannes Willem Holtrop (1806-1870)         |
| 1870 - 1890 | Theodoor Charles Lion Wijnmalen (1841-1896) |
| 1890 - 1921 | Willem Pieter Cornelis Knuttel (1854-1921)  |
| 1921 - 1940 | Arie Jacobus de Mare (1868-1958)            |
| 1940 - 1947 | Johannes Hermann Kernkamp (1904-1980)       |
| 1947 - 1960 | Ferdinand Knuttel (1914-2004)               |

Bekende directeuren in de geschiedenis van het museum zijn onder anderen A.W. Byvanck en Rudi Ekkart. Tot de conservatoren behoorde Ernst Braches. Sinds maart 2024 is Yoeri Meessen directeur van het museum.

## Tentoonstellingen

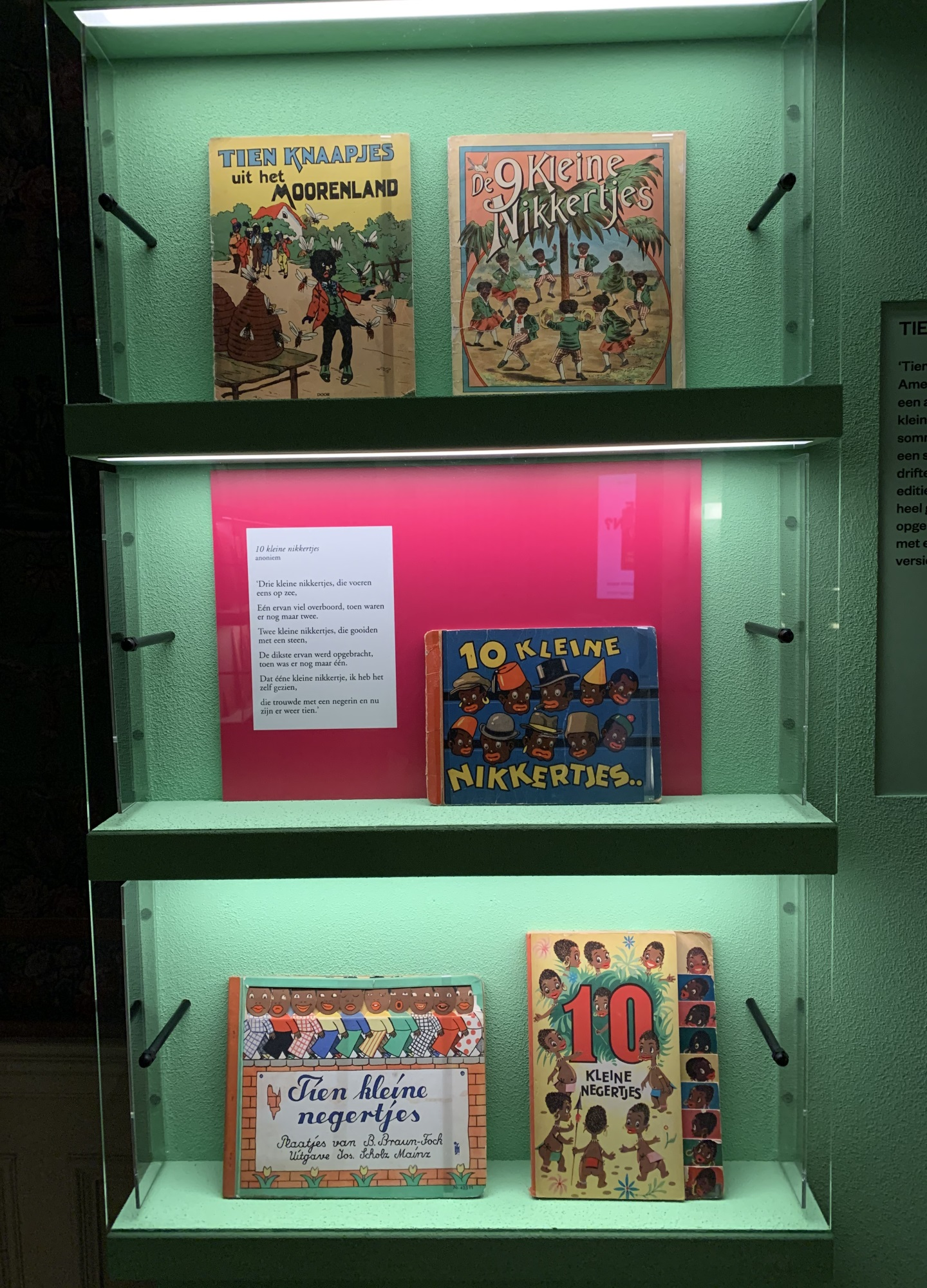
In de tentoonstelling Foute boeken? onder meer aandacht voor de boeken over de Tien kleine negertjes.

Naast de tentoonstelling van de vaste collectie kent het museum wisseltentoonstellingen, vaak met een boek over de tentoonstelling. Hieronder volgt een selectie.
- Foute boeken?, 20 oktober 2019 t/m 1 maart 2020[5]
- Porno op papier. Taboe en tolerantie door de eeuwen heen, 22 maart t/m 24 juni 2018[6]
- Fiep Westendorp: een feest voor het oog! Tekeningen, reclame en heel veel andere blikvangers van Nederlands bekendste illustratrice, 18 juni t/m 23 oktober 2016[7]
- Dick Matena. Getekend leven, 6 juni t/m 27 september 2015[8]
- Vogels Duizend jaar vogels in honderden boeken, 29 augustus 2014 t/m 4 januari 2015[9]
- Strips! 200 jaar Nederlands beeldverhaal, 28 september 2013 t/m 2 maart 2014[10]
- Papier Biënnale, 4 september t/m 2 december 2012[11]